# Distrito de Sarayacu
El distrito de Sarayacu es un distrito peruano de la provincia de Ucayali, ubicada en el departamento de Loreto.
Desde el punto de vista jerárquico de la Iglesia católica forma parte del  Vicariato Apostólico de Requena.

## Historia
Distrito creado el 2 de enero de 1857.
La provincia de Ucayali fue creada en 1900, y anexa el distrito de Sarayacu de la provincia de Huallaga a la nueva provincia.
En 1912 el pueblo de Tierra Blanca queda designado como capital.
En 1943 se delimitan los distritos y provincias del departamento de Loreto designando como capital al centro poblado de Dos de Mayo.
Propuesta de traslado de la ca pital del distrito del pueblo de Dos de Mayo al pueblo de Tierra Blanca, argumentando inundabilidad, despoblamiento y riesgos por seguridad física.

## Yanayacu
En 2005 y en base al Estudio de Diagnóstico y Zonificación de la provincia de Ucayali se propne la división del distrito en dos creando el nuevo Distrito de Yanayacu. Este estudio identificó que en el sector noreste de la provincia existe un sistema diferenciado e independiente medianamente estructurado (STDI/ME), identificado en la zonificación de la provincia de Ucayali, con fines de demarcación y ordenamiento territorial.

## Centros poblados
La capital Dos de Mayo con un poco más de 1000 habitantes y La Pedrera (816), Huañuna (690), Juancito (2 211) y Tierra Blanca (1 755). La población dispersa es de 3 031 personas.